# Thalassoalaimus macrosmaticus
Thalassoalaimus macrosmaticus is een rondwormensoort uit de familie van de Oxystominidae. De wetenschappelijke naam van de soort is voor het eerst geldig gepubliceerd in 1953 door Wieser.